# Trzebiel (gmina)
Pour les articles homonymes, voir Trzebiel.
Trzebiel est une gmina rurale (gmina wiejska) de la powiat de Żary, dans la Voïvodie de Lubusz, dans l'ouest de la Pologne, à la frontière avec l'Allemagne.
Son siège administratif (chef-lieu) est le village de Trzebiel, qui se situe environ 22 kilomètres à l'ouest de Żary (siège de la powiat) et 59 kilomètres au sud-ouest de Zielona Góra (siège de la diétine régionale).
La gmina couvre une superficie de 166,59 km2 pour une population de 5 753 habitants en 2006.

## Histoire
De 1975 à 1998, la gmina est attachée administrativement à la voïvodie de Zielona Góra.

Depuis 1999, elle fait partie de la voïvodie de Lubusz.

## Géographie
La gmina inclut les villages et localités de :

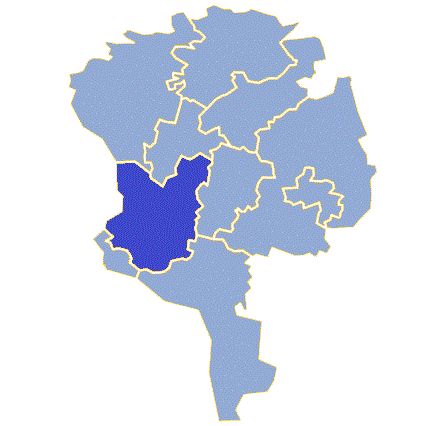
Plan de la gmina

- Bogaczów
- Bronowice
- Buczyny
- Bukowina
- Chudzowice
- Chwaliszowice
- Czaple
- Dębinka
- Gniewoszyce
- Jasionów
- Jędrzychowice
- Jędrzychowiczki
- Kałki
- Kamienica nad Nysą Łużycką
- Karsówka
- Królów
- Łuków
- Marcinów
- Mieszków
- Niwica
- Nowe Czaple
- Olszyna
- Przewoźniki
- Pustków
- Rytwiny
- Siedlec
- Siemiradz
- Stare Czaple
- Strzeszowice
- Trzebiel
- Wierzbięcin
- Włostowice
- Żarki Małe
- Żarki Wielkie

### Gminy voisines
La gmina de Trzebiel est voisine de:

la ville de :
- Łęknica

et des gminy suivantes :
- Brody
- Lipinki Łużyckie
- Przewóz
- Tuplice

Elle est aussi voisine de la frontière de l'Allemagne.

## Structure du terrain
D'après les données de 2002, la superficie de la commune de Trzebiel est de 166,59 kilomètres carrés, répartis comme telle :
- terres agricoles : 38 %
- forêts : 52 %

La commune représente 11,95 % de la superficie du powiat.

## Démographie
Données du 30 juin 2004:
| Description        | Total  | Total | Femmes | Femmes | Hommes | Hommes |
| ------------------ | ------ | ----- | ------ | ------ | ------ | ------ |
| Unité              | Nombre | %     | Nombre | %      | Nombre | %      |
| Population         | 5 797  | 100   | 2 934  | 50,6   | 2 863  | 49,4   |
| Densité (hab./km²) | 34,8   | 34,8  | 17,6   | 17,6   | 17,2   | 17,2   |